# 1601 w literaturze
Wydarzenia literackie w 1601 roku.

## Nowe książki
- Thomas Middleton – The Penniless Parliament of Threadbare Poets

## Nowe poezje
- polskie
  - Mikołaj Sęp Szarzyński – Rytmy abo wiersze polskie
- zagraniczne
  - William Szekspir – Feniks i gołąb